# روابط اسرائیل و آرژانتین
روابط اسرائیل و آرژانتین به روابط بین‌الملل میان آرژانتین و اسرائیل اشاره دارد. هر دو کشور در ۳۱ مه ۱۹۴۹ روابط دیپلماتیک برقرار کردند.

## تاریخ

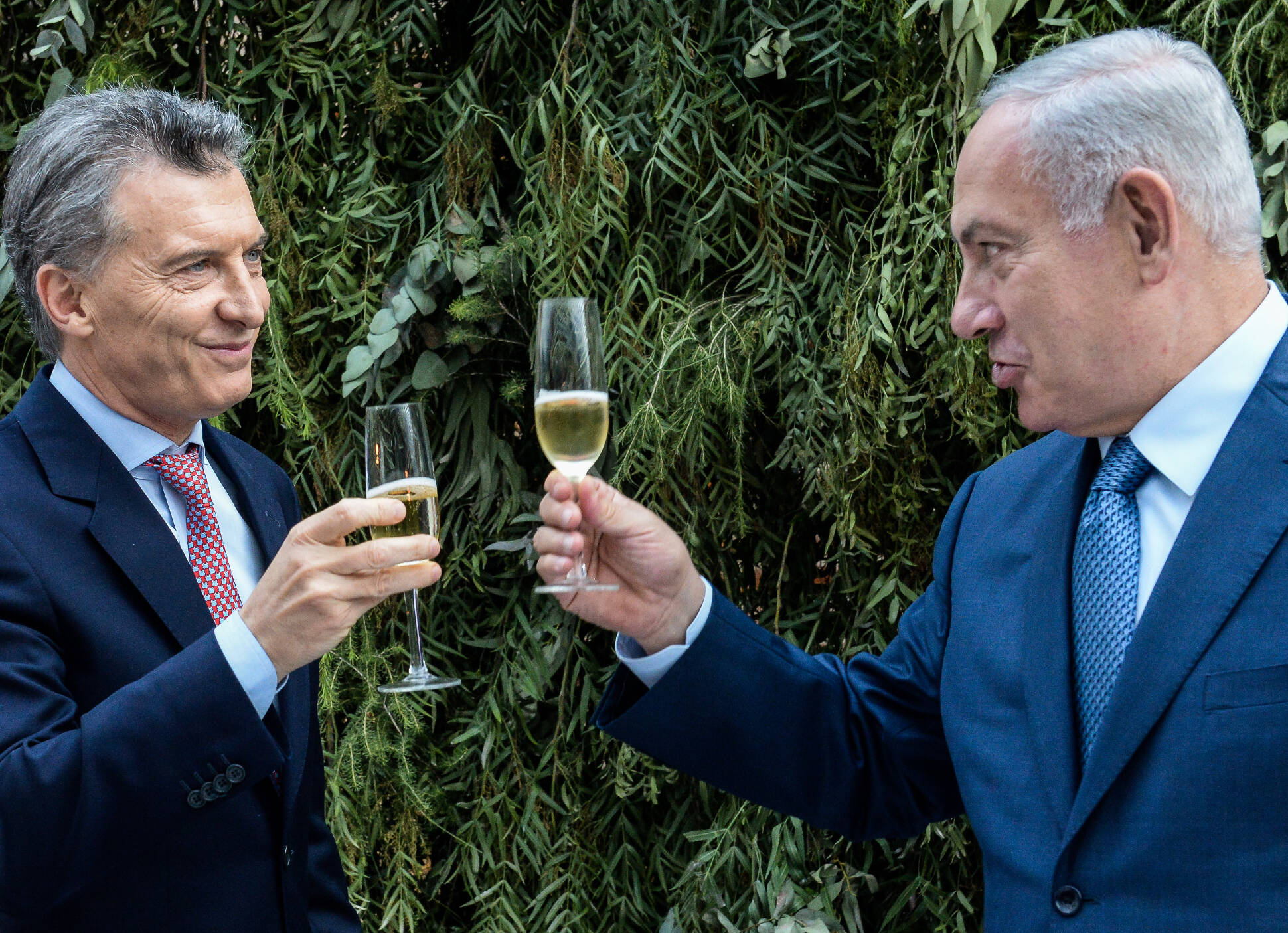
رئیس‌جمهور مائوریسیو ماکری و نخست‌وزیر بنیامین نتانیاهو در بوینس آیرس، در سال ۲۰۱۷.

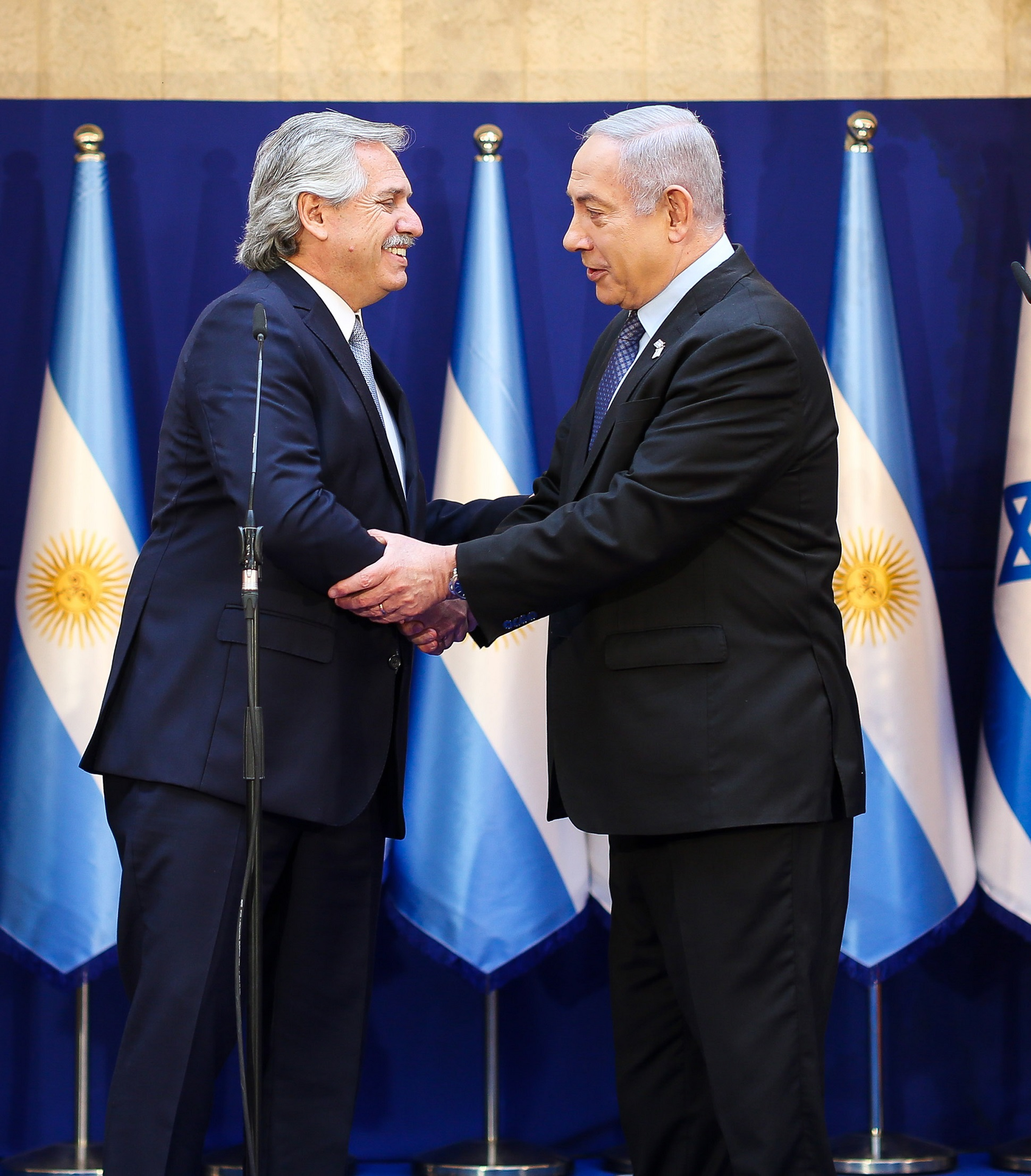
رئیس‌جمهور آلبرتو فرناندز و نتانیاهو در اورشلیم، در سال ۲۰۲۰.

روابط میان این دو کشور در سال‌های اولیه با شکارچیان نازی و زمانی که موساد نازی پیشین، آدولف آیشمن را دزدید با یکدیگر گره خورد با وجود اینکه این حرکت اعتراضات آرژانتین را به علت نقض حاکمیت آن را به همراه داشت. بلافاصله پس از جنگ جهانی دوم، آرژانتین پناهگاهی امن برای مقامات سابق نازی بود زیرا آنها سرمایه‌گذاری بسیار ضروری یا تخصص فنی را در آرژانتین به ارمغان آوردند.
طبق اسناد طبقه‌بندی نشده وزارت امور خارجه بریتانیا، اسرائیل پیش و در طول جنگ فالکلند به آرژانتین اسلحه فروخته‌است. فروش اسلحه به آرژانتین شامل هواپیماهایداگلاس ای-۴ اسکای‌هاوک بود که بعداً در جنگ با بریتانیا مورد استفاده قرار گرفت.
کارلوس منم اولین رئیس دولت آرژانتین بود که در سال ۱۹۹۱ از اسرائیل دیدار دیپلماتیک کرد. وی پیشنهاد کرد در مذاکرات بر سر بلندی‌های جولان میان اسرائیل و سوریه میانجی گری کند. با این حال، روابط بیشتر مورد آزمایش قرار گرفت هنگامی که حزب‌الله به ترتیب در ۱۹۹۲ و ۱۹۹۴ به بمب‌گذاری در سفارت اسرائیل و یک مرکز جامعه یهودیان مقصر شناخته شد. از سال ۲۰۱۳، تقریباً ۱۰۰ سازمان یهودی در سراسر آرژانتین خواستار لغو پیمان دولت با جمهوری اسلامی ایران در مورد حملات تروریستی AMIA توسط دولت شده‌اند.
در سپتامبر ۲۰۱۷، بنیامین نتانیاهو نخست‌وزیر رژیم صهیونیستی با سفر رسمی به آرژانتین، اولین نخست‌وزیر اسرائیل شد که به آرژانتین و آمریکای لاتین سفر کند.
در ژانویه ۲۰۲۰، رئیس‌جمهور آلبرتو فرناندز برای اولین سفر ریاست جمهوری خود به خارج از کشور به اسرائیل سفر کرد. وی در آنجا به قربانیان هولوکاست احترام گذاشت و جلسه ای دوجانبه با بنیامین نتانیاهو نخست‌وزیر برگزار کرد که از وی بخاطرنگه داشتن حزب‌الله و شناختن آنها به عنوان یک سازمان تروریستی تشکر کرد، اقدامی که موریسیو ماکری رئیس‌جمهور سابق نیز انجام داد.